# Bellegarde-du-Razès
Bellegarde-du-Razès település Franciaországban, Aude megyében. Lakosainak száma 252 fő (2022. január 1.). Bellegarde-du-Razès Alaigne, Belvèze-du-Razès, Escueillens-et-Saint-Just-de-Bélengard, Mazerolles-du-Razès, Montgradail és Monthaut községekkel határos.

## Népesség
A település népessége az elmúlt években az alábbi módon változott:
| Lakosok száma | 255  | 186  | 184  | 206  | 219  | 229  | 238  | 242  | 247  | 252  |
|               | 1968 | 1982 | 1999 | 2006 | 2011 | 2015 | 2017 | 2018 | 2020 | 2022 |